# Aphrophora rufiventris
Aphrophora rufiventris är en insektsart som beskrevs av Walker 1851. Aphrophora rufiventris ingår i släktet Aphrophora och familjen spottstritar. Inga underarter finns listade i Catalogue of Life.